# Bildhauersymposion Kaisersteinbruch

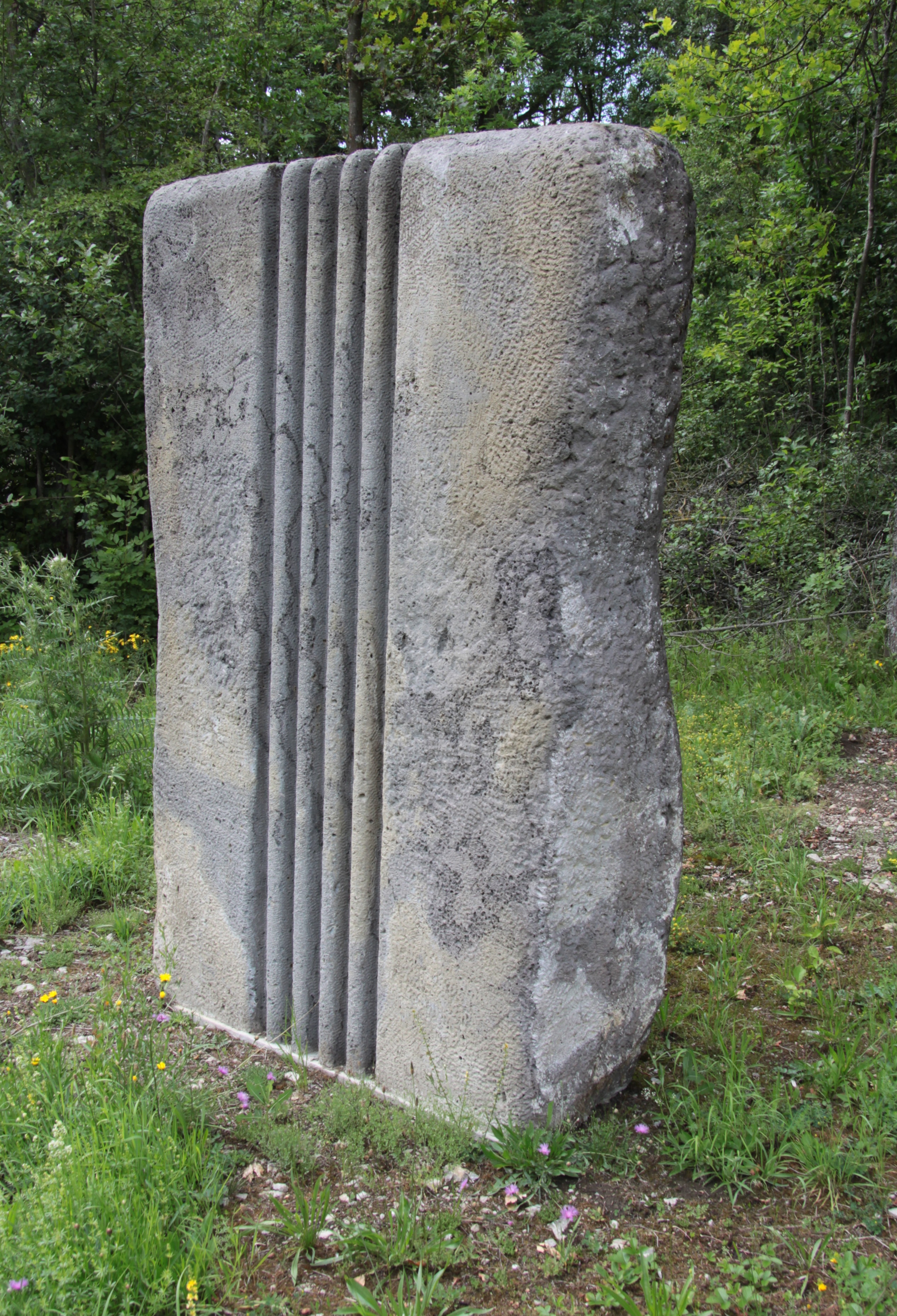
Karl Prantl: Die Fünf Parallelen aus Kirchheimer Muschelkalk

Das Bildhauersymposion Kaisersteinbruch bei Gaubüttelbrunn in der Nähe von Kirchheim in Unterfranken war das erste internationale Bildhauersymposion in der Bundesrepublik mit Bildhauern aus Deutschland, Österreich, Jugoslawien, Israel, USA und Japan. In diesem Symposion, das vom 12. Juni bis 15. September 1961 stattfand, wurden von zehn Künstlern 15 Skulpturen geschaffen.
Diese Form der Bildhauerei geht auf das erste Europäische Bildhauersymposion, das Bildhauersymposion St. Margarethen, aus dem Jahre 1959 in Sankt Margarethen im Burgenland in Österreich zurück, auf das sich noch heute mehr als 150 Symposien beziehen.

## Symposion
Die Berliner Bildhauer Herbert Baumann, Erich Reischke und Joachim-Fritz Schultze-Bansen begannen mit der Unterstützung ihrer Bildhauer-Professoren Karl Hartung und Alexander Gonda mit der Organisation von Bildhauersymposien in Deutschland. Hellmuth Metzing, Geschäftsführer der Steinmetzfirma Zeidler & Wimmel, Eigentümer des Gaubüttelbronner Kaisersteinbruchs, stand diesem Gedanken positiv gegenüber und sponserte das Symposion.
In Gaubüttelbrunn arbeiteten die Steinbildhauer aus verschiedenen Ländern und Nationen zusammen und schufen große Skulpturen aus Kirchheimer Muschelkalk. Sie tauschten sich aus über ihre unterschiedlichen künstlerischen Erfahrungen und Techniken, ihre Vorstellungen und Pläne. Als am 13. August 1961 der Mauerbau in Berlin begann, beschlossen einige Steinbildhauer, dorthin zu fahren, und bei ihrer Rückkehr wurde vereinbart, dass sie im Oktober 1961 ein weiteres Symposion in der Nähe der Berliner Mauer abhalten werden. Diese Idee wurde verwirklicht und es fanden Bildhauersymposien in den Jahren 1961–1963 in Berlin-Tiergarten statt, die auch Mauerbausymposien genannt wurden.
Diese Vorgehensweise entsprach dem Konzept der Europäischen Bildhauersymposien: neben dem Erfahrungsaustausch mit Kollegen aus aller Welt – die später nach dem Vorbild des Bildhauers Karl Prantls, dem Initiator der Europäischen Bildhauersymposien, häufig auch in ihren Heimatländern ähnliche Treffen organisieren – stand immer auch eine politische Intention im Vordergrund. Gegen den „Eisernen Vorhang“ kämpfte Prantl von Anfang an, ebenso wie gegen die Berliner Mauer. Die Organisatoren des ersten Europäischen Bildhauersymposions verfassten bereits im Jahre 1959 ein Manifest, in dem sie den politischen und gesellschaftspolitischen Anspruch ihrer Vorstellungen kundtaten, nämlich durch ihre grenzübergreifende Gemeinschaft ein Signal zur Völkerverständigung zu geben.
Im Verlauf des Symposions wurde 15 Skulpturen geschaffen, drei davon befinden sich an anderen Orten. Es sind dies die Arbeiten von Yasuo Mizui, Joseph Henry Lonas und Herbert Baumann. Der Symposionteilnehmer Jakob Savinšek verstarb im Verlauf des Symposions am 17. August 1961, deshalb blieb seine zweite Skulptur unvollendet.

## Teilnehmer
Die zehn Bildhauer im Gaubütteler Muschelkalk-Steinbruch, die Steinskulpturen aus diesem Muschelkalkstein schufen, waren
- Herbert Baumann, Berlin (Skulptur in Eindhoven)
- Joachim-Fritz Schultze-Bansen, Berlin
- Joseph Henry Lonas, USA (Verbleib der Skulptur unbekannt)
- Menashe Kadishman, Israel
- Jakob Savinšek, Jugoslawien (zwei Skulpturen, eine blieb unvollendet)
- Karl Prantl, Österreich (zwei Skulpturen in Gaubüttelbronn)
- Janez Lenassi, Jugoslawien
- Erich Reischke, Berlin
- Moshé Schwartz, Israel
- Yasuo Mizui, Japan (Verbleib der Skulptur nicht bekannt)

## Fotogalerie

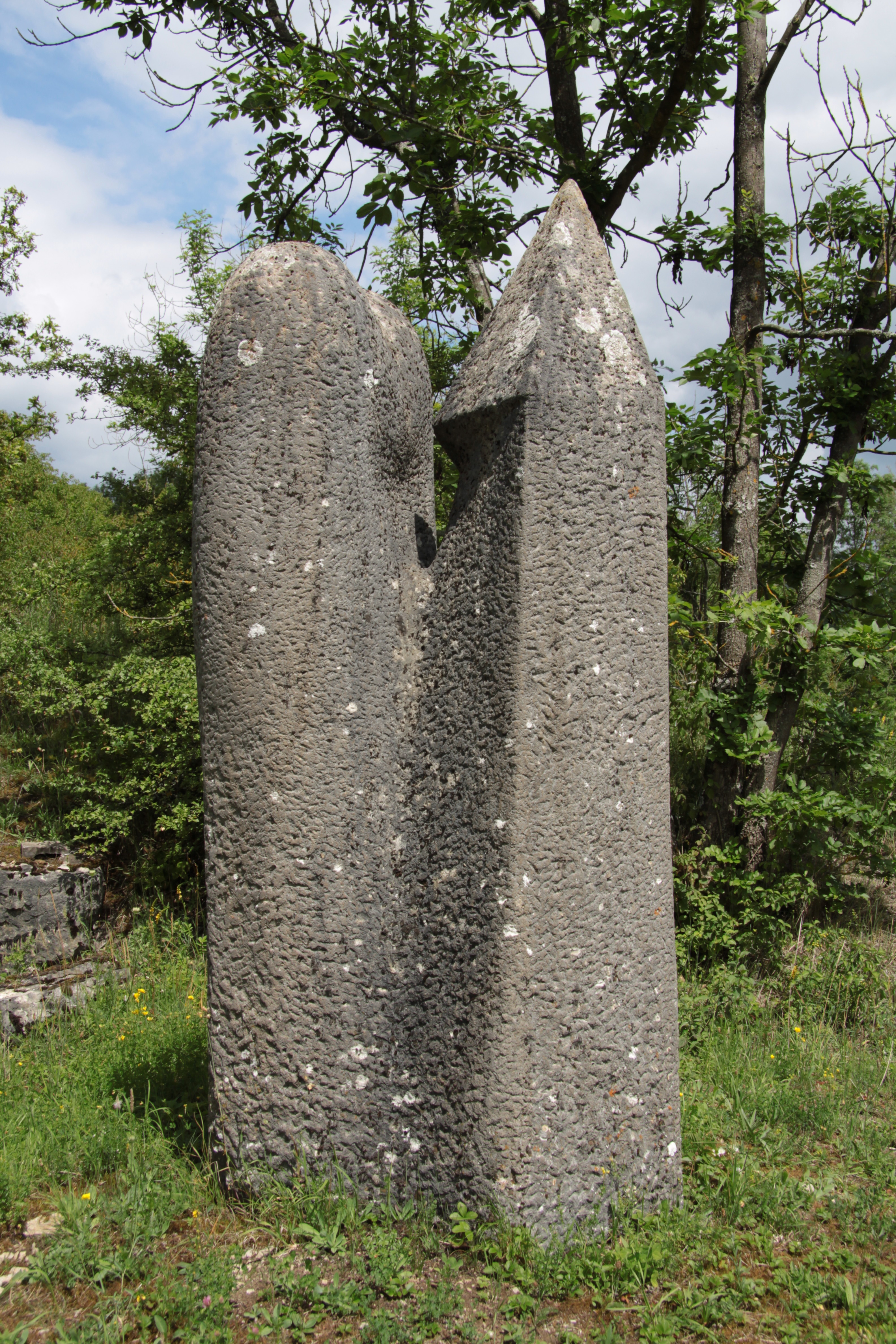
Steinskulptur von Janez Lenassi
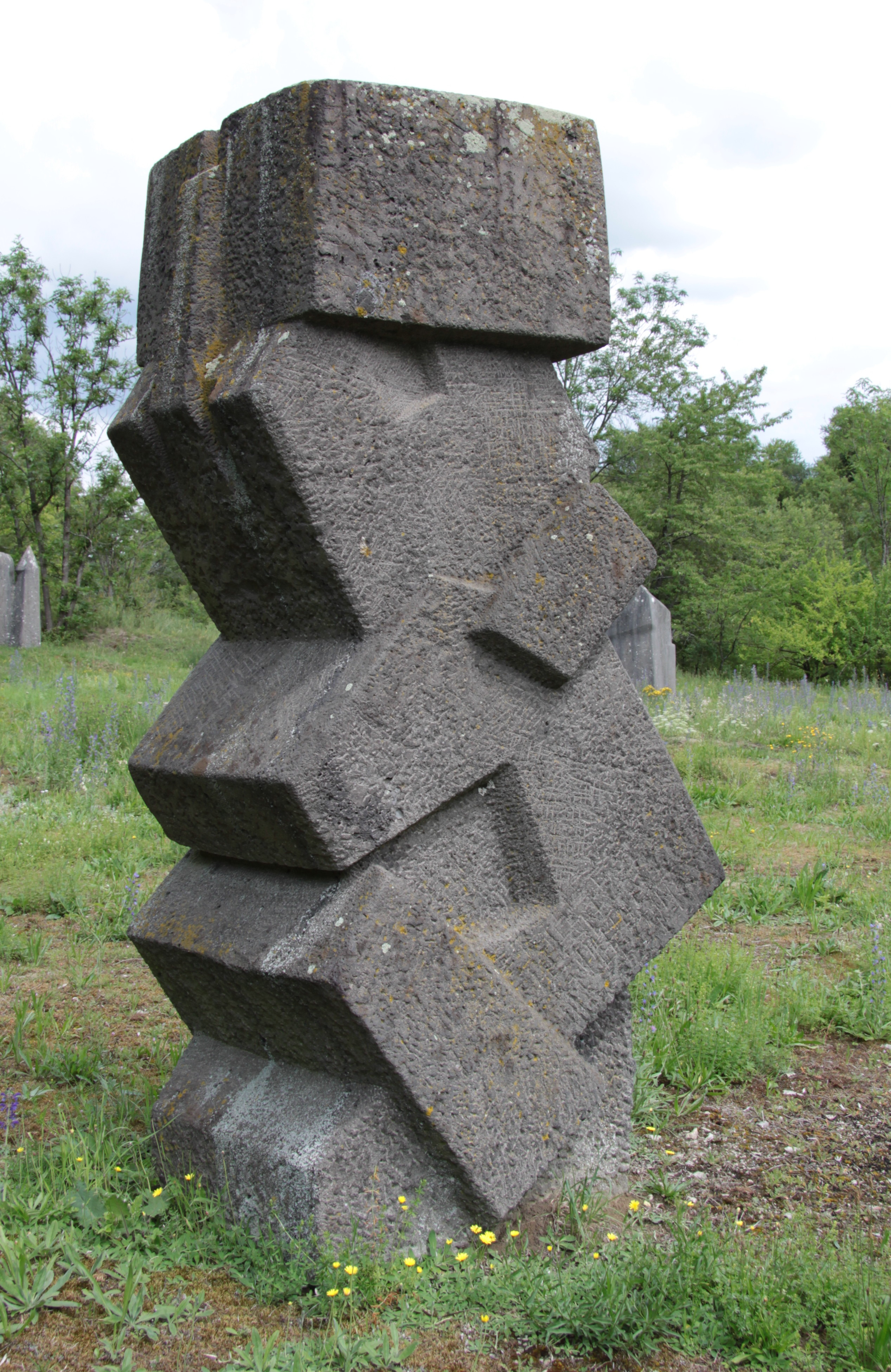
Steinskulptur von Jakob Savinšek
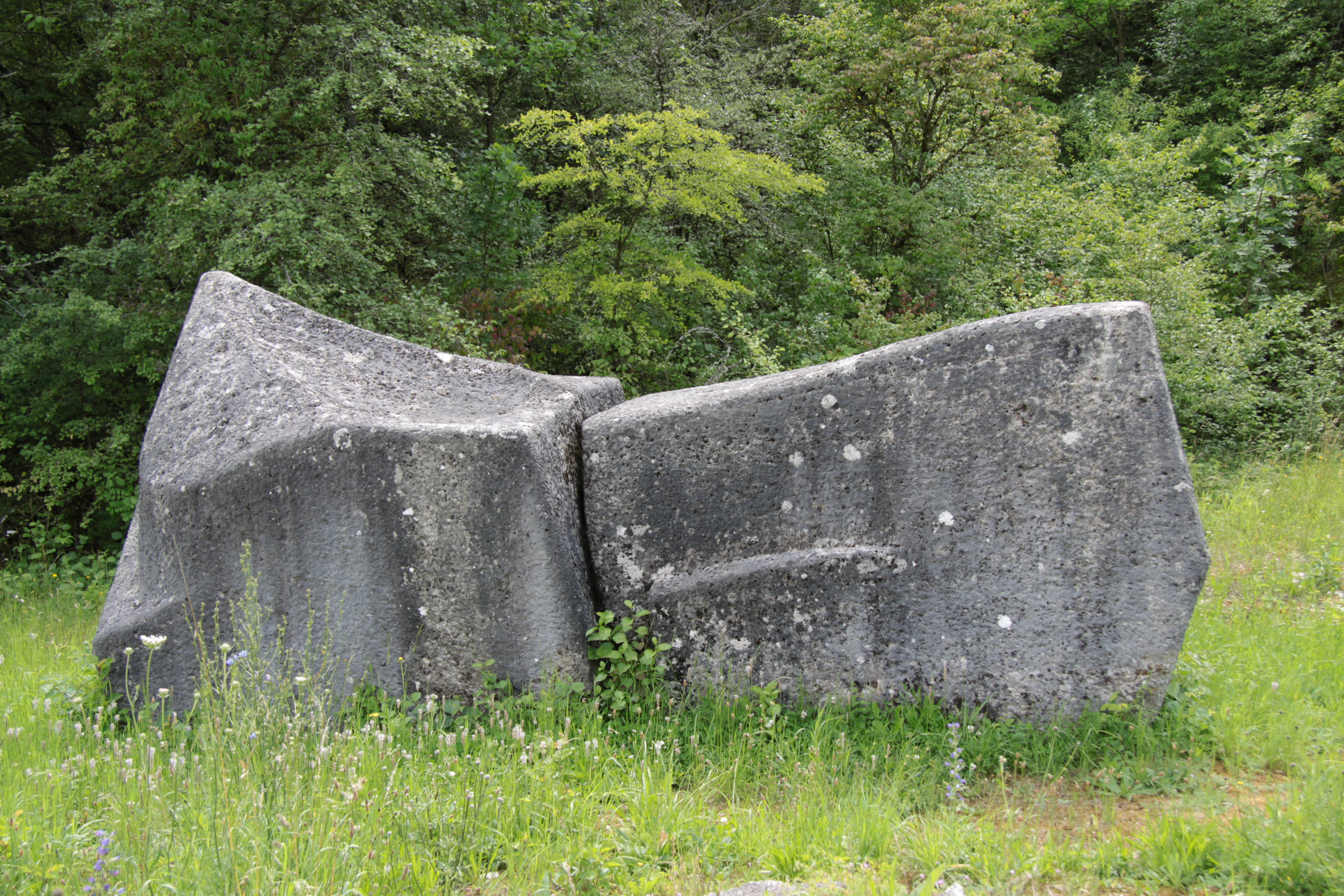
Zweiteilige Steinskulptur von Menashe Kadishman
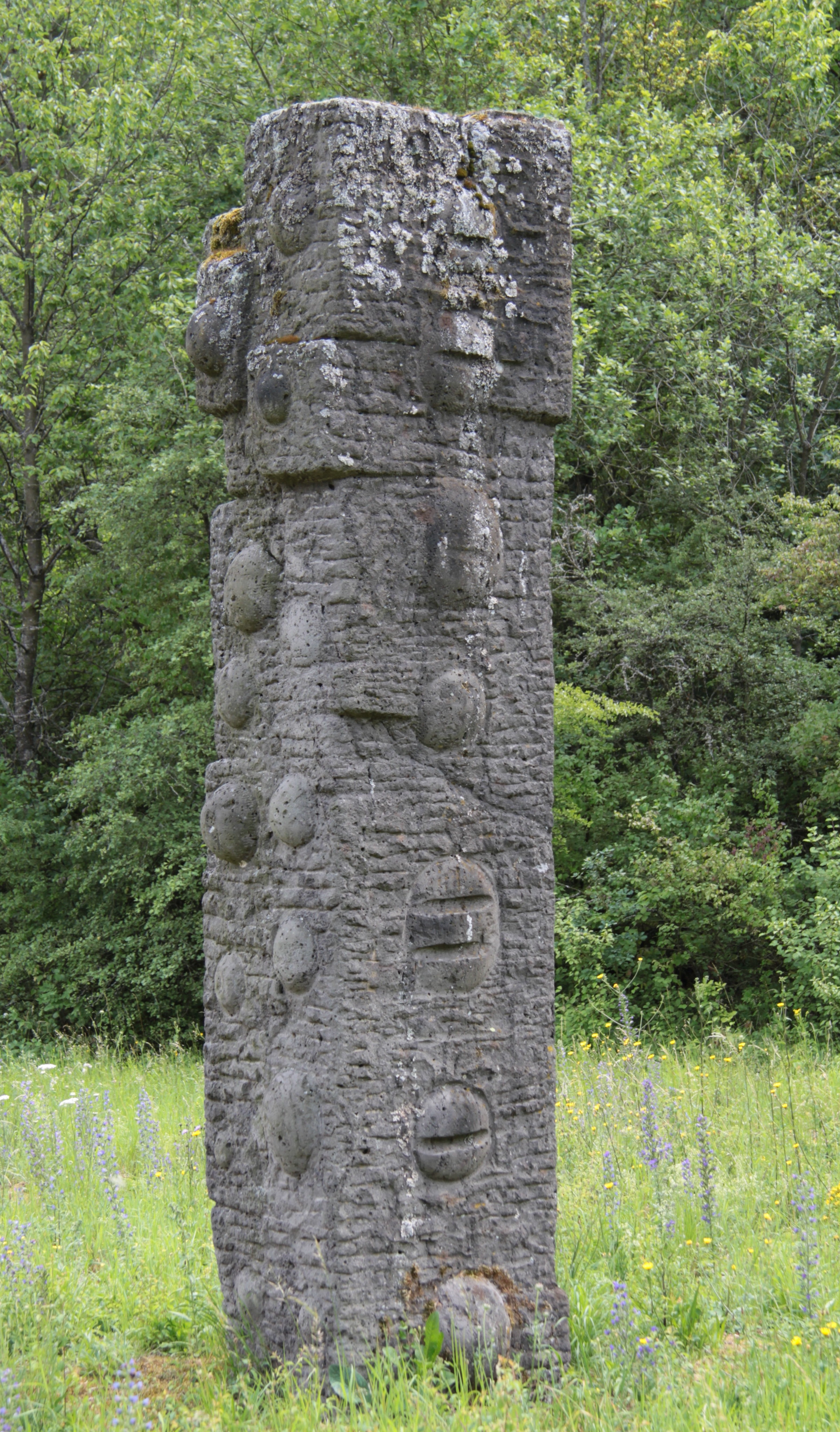
Steinskulptur von Erich Reischke
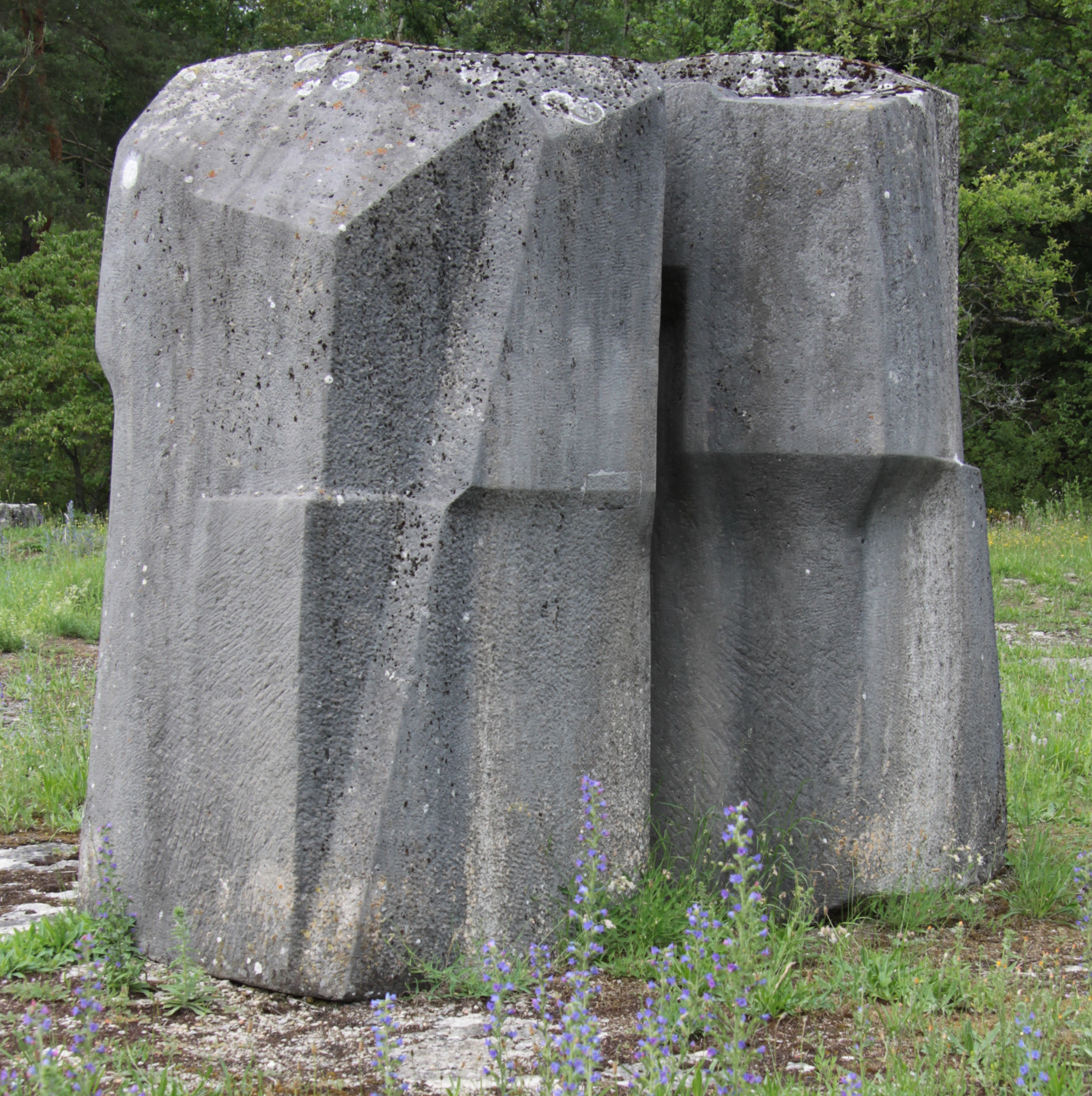
Zweiteilige Steinskulptur von Joachim-Fritz Schultze
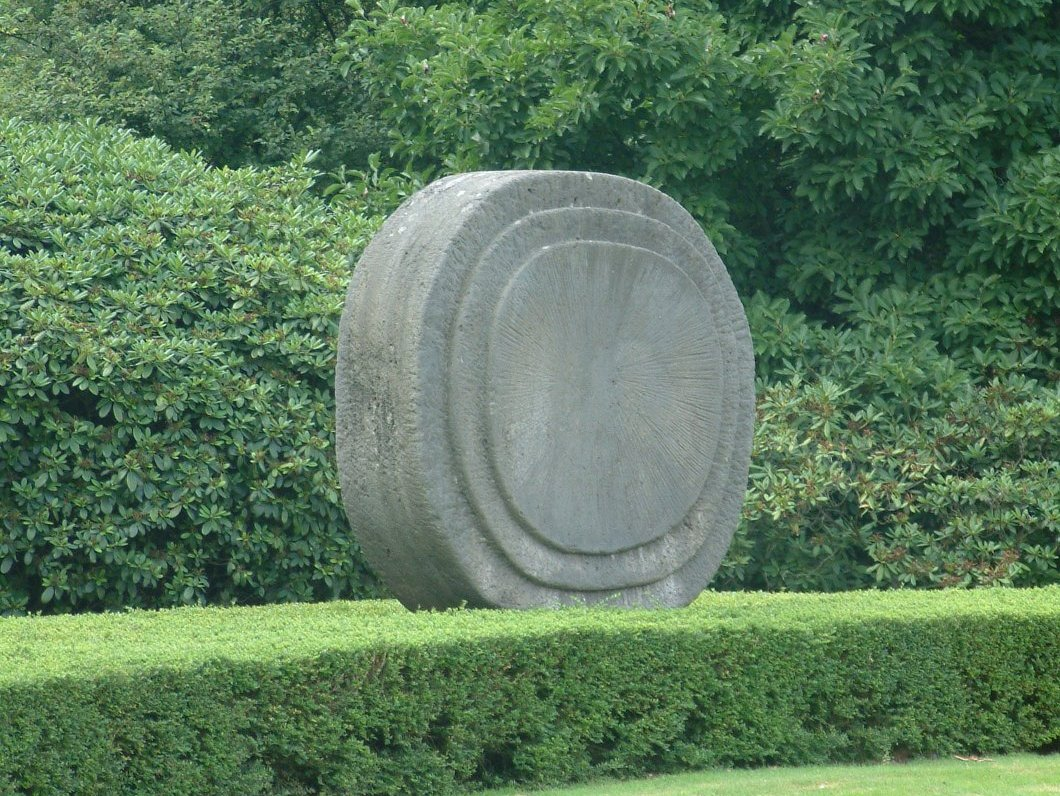
Sonnenscheibe von Herbert Baumann (nicht in Gaubüttelbrunn, sondern heute in Eindhoven)
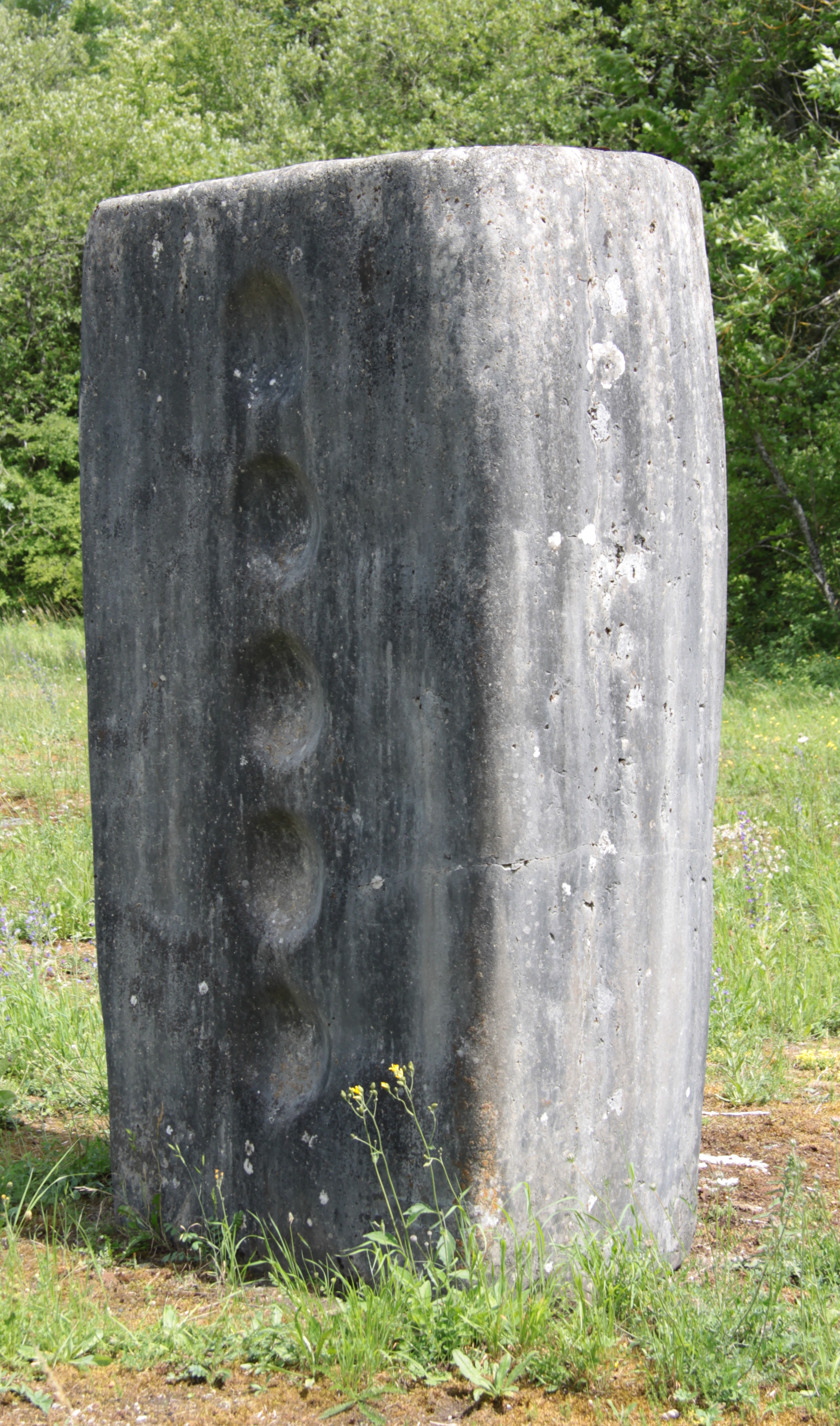
Anrufungen von Karl Prantl
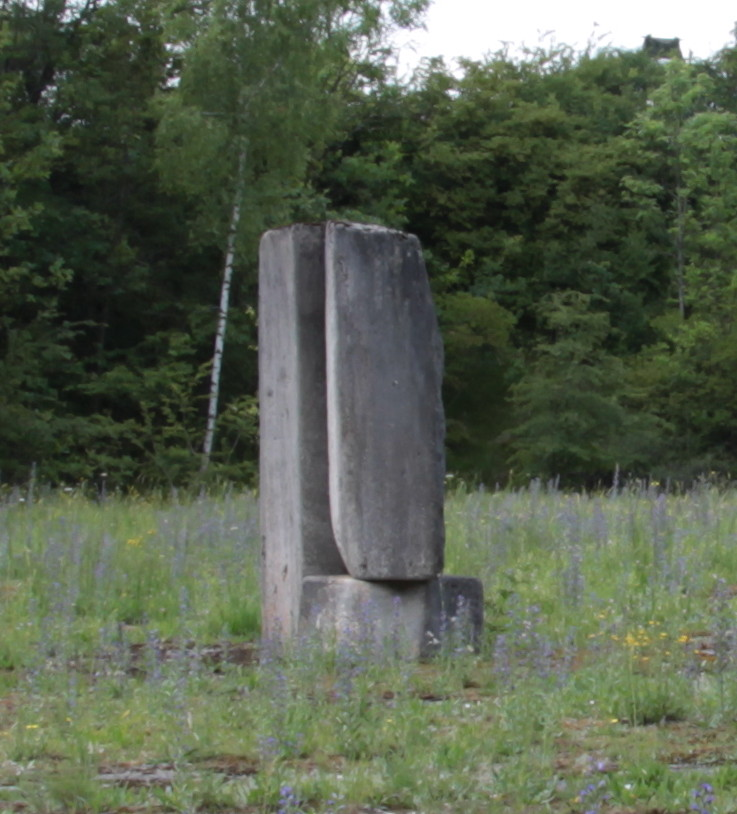
Mehrteilige Skulptur von Moshé Schwarz

## Kaisersteinbruch

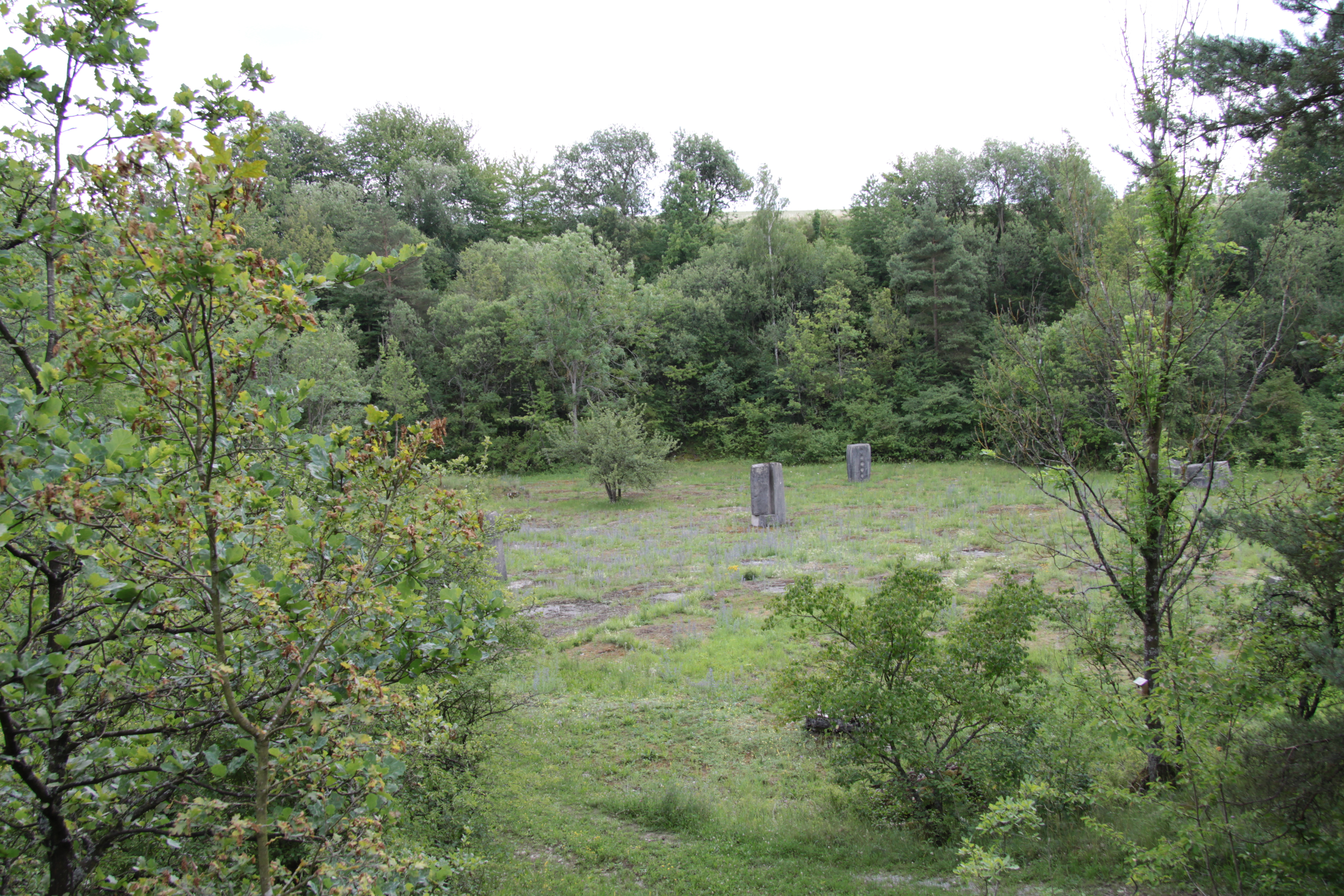
Ehemaliges Steinbruchsgelände in Gaubüttelbrunn mit Skulpturen

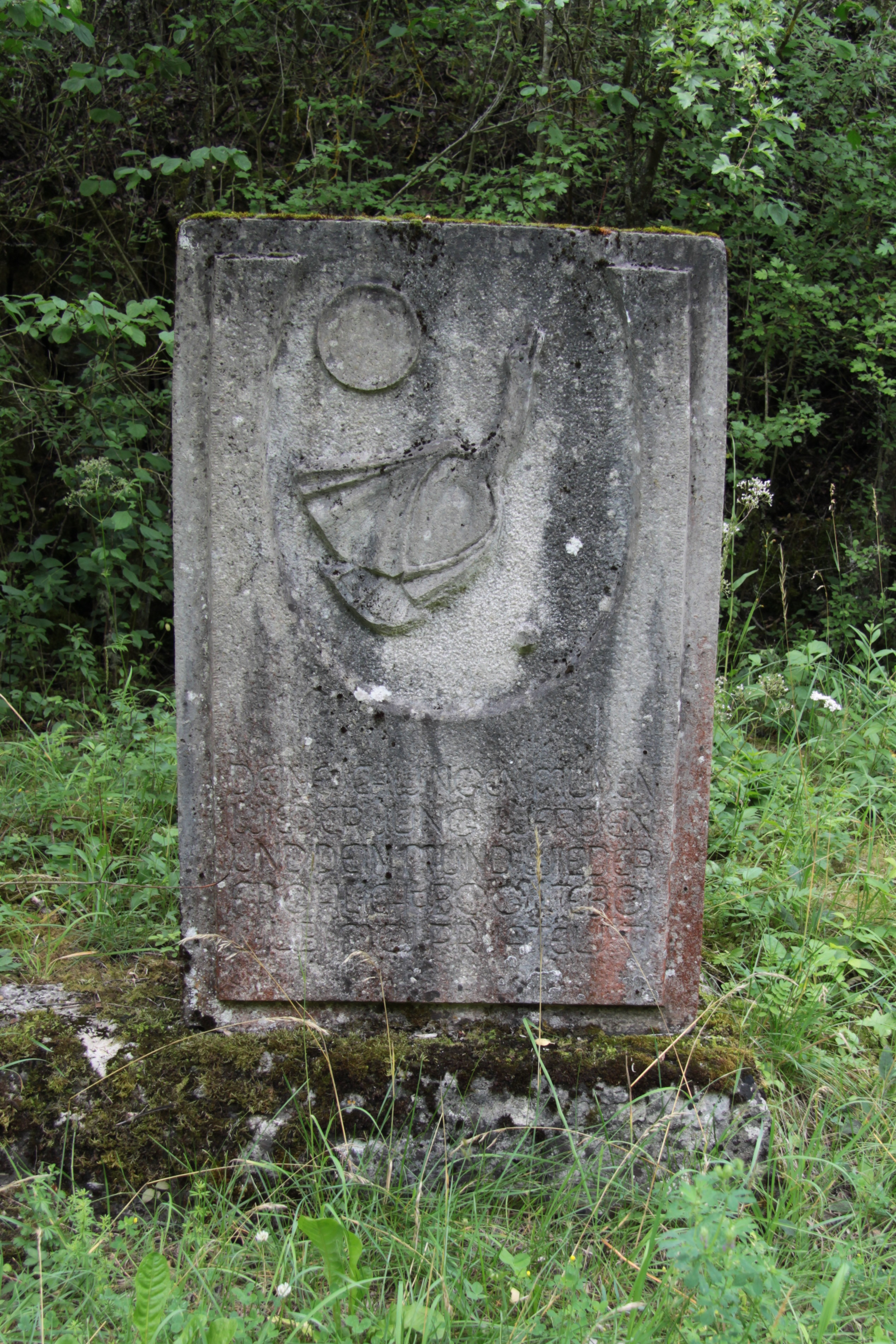
Stein auf dem Waldweg zum Steinbruchsgelände

Das Symposion fand im Kaisersteinbruch statt und dieser Name geht offenkundig auf eine Kaisersteinbruch-Aktiengesellschaft aus dem Jahre 1912 zurück. Diese Aktiengesellschaft war Besitzer des Geländes, bevor die Firma Zeidler&Wimmel den Steinbruch übernahm. Heute befindet sich das Steinbruchgelände im Eigentum von Winfried Engert. Der Steinbruch in der Liste der bayerischen Geotope eingetragen.
Zum 50. Jahrestag des Symposions fand am 11. September 2011 im Rahmen des Tages des offenen Denkmals 2011 eine Ausstellung mit Fotos der Skulpturen, die die Witwe von Karl Prantl zur Verfügung stellte, ein Gottesdienst und Führungen über das ehemalige Steinbruchgelände mit den Skulpturen in Gaubüttelbrunn statt.
Die Steinskulpturen befinden sich an der Bahnstraße am Ortsausgang von Gaubüttelbrunn und sind zu Fuß in einem Wald über einen etwa 300 Meter langen Waldweg erreichbar, vor dem sich eine Schranke befindet. Auf dem Waldweg befindet sich rechter Hand ein etwa 1,30 Meter hoher Wegstein mit zwei Symbolen, einer Gans und einem Mond.